# Муслюмов, Кенан Камиль оглы
Кенан Камиль оглы Муслюмов (азерб. Müslümov Kənan Kamil oğlu; 4 октября 1992, Закаталы, Азербайджан) — азербайджанский футболист, защитник клуба «Загатала».

## Биография
Кенан Муслюмов родился 4 октября 1992 года в азербайджанском городе Закатала. Азам футбола начал учиться с 10 лет в детской возрастной группе ФК «Дашгын» Закатала у тренера Валерия Гаджиева. Участвовал в составе команды в районных и зональных соревнованиях. В 2010-2012 годах проходит службу в рядах вооруженных сил Азербайджана.

## Клубная карьера

### Чемпионат
Кенан Муслюмов является воспитанником ФК «Симург» Закатала, в дублирующем составе которого начинал свои выступления в 2007 году. Пробыв здесь два года, в 2009 году переходит в дубль бакинского «Нефтчи». После службы в армии, в 2012 году вновь возвращается в дубль закатальцев.  С 2014 года является игроком основного состава, дебютирует в которой 20 ноября 2014 года в XII туре премьер-лиги против бакинского «Нефтчи». С футболистом подписывается трехлетний контракт. Летом 2015 года, во время летнего трансферного окна переходит в клуб азербайджанской Премьер-лиги «Ряван» Баку.
Статистика выступлений в чемпионате Азербайджана по сезонам:
| № | Сезон       | Клуб     | Лига         | Игр | В запасе | Голов |
| - | ----------- | -------- | ------------ | --- | -------- | ----- |
| 1 | 2014 / 2015 | «Симург» | Премьер-лига | 5   | 13       | 0     |
| 2 | 2015 / 2016 | «Ряван»  | Премьер-лига | 0   | 1        | 0     |

### Кубок
Статистика выступлений в Кубке Азербайджана по сезонам:
| № | Сезон       | Клуб     | Игр | В запасе | Голов |
| - | ----------- | -------- | --- | -------- | ----- |
| 1 | 2014 / 2015 | «Симург» | 0   | 1        | 0     |

## Достижения
- Серебряный призёр чемпионата Азербайджана среди дублирующих составов в составе ФК «Симург» сезона 2012/13 годов;
- Бронзовый призёр чемпионата Азербайджана среди дублирующих составов в составе ФК «Симург» сезона 2013/14 годов;
- Серебряный призёр чемпионата Азербайджана среди дублирующих составов в составе ФК «Симург» сезона 2014/15 годов;